# Pancratium sickenbergeri
Pancratium sickenbergeri là một loài thực vật có hoa trong họ Amaryllidaceae. Loài này được Asch. & Schweinf. mô tả khoa học đầu tiên năm 1882.

## Hình ảnh

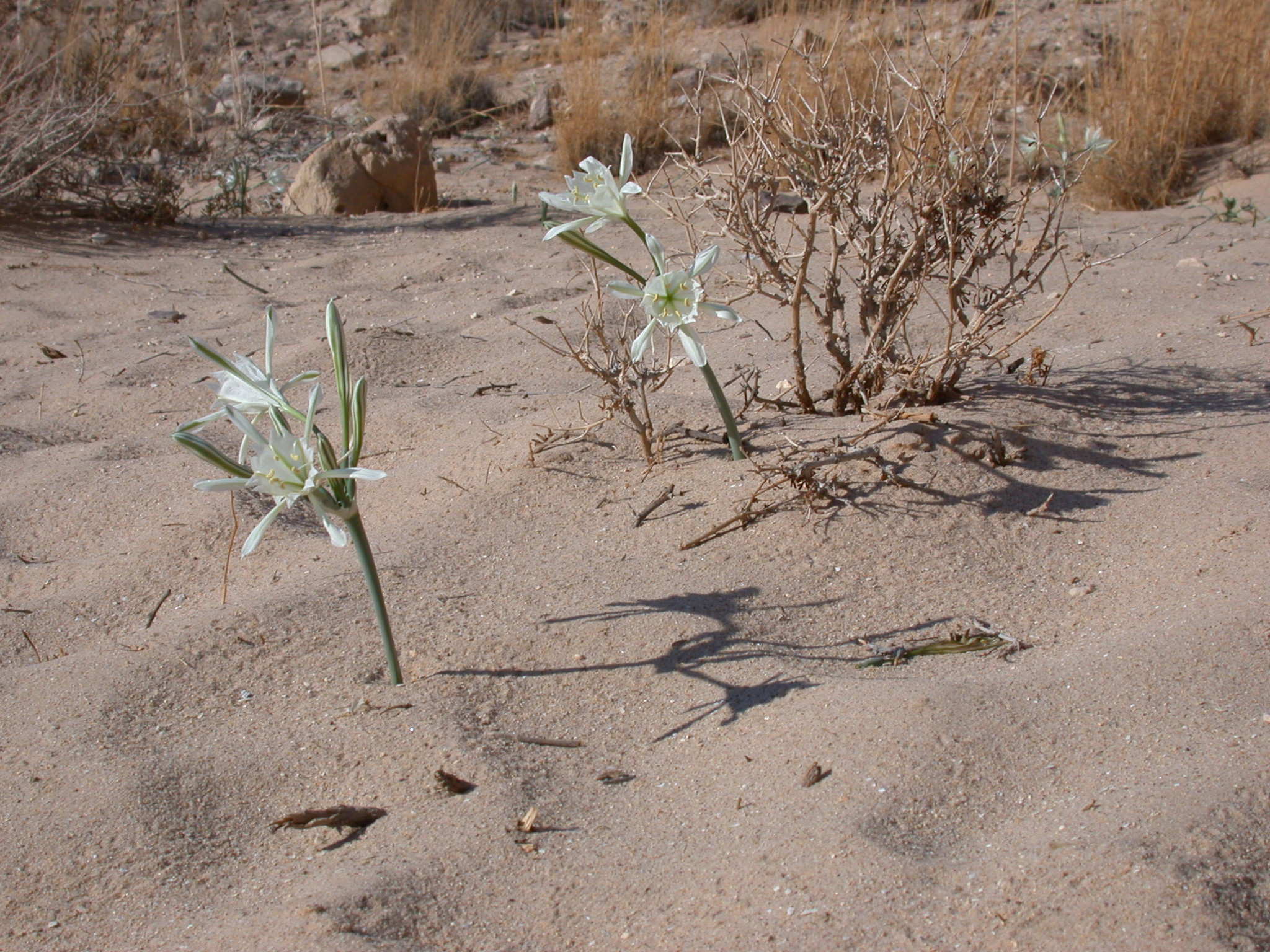